# 2015年夏季世界大學運動會保加利亞代表團
2015年夏季世界大學運動會保加利亞代表團，是保加利亞派出的2015年夏季世界大學運動會代表團，共計4人參賽，未獲得任何獎牌。